# Trịnh Đình Tư
Trịnh Đình Tư (sinh năm 1957) là một sĩ quan cấp cao trong Quân đội nhân dân Việt Nam, hàm Thiếu tướng. nguyên Phó Chủ nhiệm Tổng cục Kỹ thuật, Bộ Quốc phòng Việt Nam.

## Thân thế và sự nghiệp
Ông sinh ngày 12 tháng 12 năm 1957 tại Khánh Thịnh, Yên Mô, Ninh Bình.
Ông nhập ngũ vào tháng 10 năm 1974, vào Đảng tháng 4 năm 1980.Đơn vị Trung đoàn Thông tin 26 Quân chủng PKKQ.
Năm 1977, ông thi đỗ vào khóa 12 Trường Đại học Kỹ thuật Quân sự cùng lớp với tướng Nguyễn Chí Vịnh,Nguyễn Minh Tân
Năm 1982, ông tốt nghiệp Kỹ sư Cơ khí, chuyên ngành Công nghệ Chế tạo máy tại Học viện Kỹ thuật Quân sự và được phân công công tác tại Quân khu 2.Ông từng Tham gia Chiến dịch Hồ Chí Minh,Mặt trận Hà giang và Tây bắc.
Sau đó ông đảm nhiệm các chức vụ: Cục trưởng Cục Kỹ thuật Quân khu 2, rồi chức Phó Tham mưu trưởng Tổng cục Kỹ thuật.
Năm 2013, ông được bổ nhiệm giữ chức vụ Phó Chủ nhiệm Tổng cục Kỹ thuật, Ủy viên thường vụ Đảng ủy Tổng cục Kỹ thuật.
Năm 2018, ông nghỉ chờ hưu.
Năm 2019,ông nghỉ hưu
Thiếu tướng (2013).